# Kairós (álbum)
Kairós es el octavo álbum de estudio de la cantante española Rosa López, publicado el 30 de junio de 2017 bajo la discográfica Universal Music.

## Álbum

### Contenido
Sobre el álbum, Rosa López comentó: «Es el mejor disco de mi carrera», «Para mí es otro momento más, otro escalón más de superación en mi vida. Con lucha, con empeño y con constancia, el momento de cada uno que llega y se instala, es por y para algo. El Kairós de cada uno finalmente llega. No hay que forzar las cosas. Uno tiene que estar preparado, y yo creo que ahora mismo estoy preparada. Porque todo tiene su momento y este es mi momento, mi kairós».
En cuanto a sencillos, «Al fin pienso en mí», canción compuesta íntegramente por ella, relata una declaración personal de superación de los miedos. Para algunos críticos, el estilo musical de «Al fin pienso en mí», cuenta con influencia de la cantante británica Emeli Sandé y de la canción de Adele, «Rolling in the Deep». Lo siguen, «Ahora se quién soy», y «Me he prometido».

### Lista de canciones
| N.º | Título                | Escritor(es)                                                   | Duración |  |
| 1.  | «Ahora sé quién soy»  | Ava Kay / Hanif Sabzevari / Jenna Donnelly / Antonio Ferrara   | 3:48     |  |
| 2.  | «Al fin pienso en mí» | Paco Salazar / Virginia Maestro / Rosa López                   | 3:25     |  |
| 3.  | «Me he prometido»     | José Manuel Moles / Nieves Merino / Juan Mari Montes           | 3:58     |  |
| 4.  | «Sabe a dolor»        | Claudia Brant / Rune Westberg                                  | 3:56     |  |
| 5.  | «Vuelvo a empezar»    | Alfonso Samos / Juan Mari Montes                               | 4:10     |  |
| 6.  | «Tú lo sabes»         | Claudia Brant / Kalie Taylor                                   | 3:15     |  |
| 7.  | «Déjame Volar»        | Paco Salazar / Sergio Rivero / Antonio Ferrara                 | 3:54     |  |
| 8.  | «No sé por qué»       | Gabriel Oré                                                    | 3:32     |  |
| 9.  | «Tú qué me das»       | Raúl Gómez García / Damaris Aragón Escobosa / Virginia Maestro | 3:39     |  |
| 10. | «Puedes creer»        | Alfonso Samos / Martin Morillo G. / Natalia Rodríguez P.       | 3:32     |  |
| 11. | «Hermosas mentiras»   | Juan Mari Montes / Antonio Ferrara                             | 3:22     |  |
| 12. | «Volverlo a intentar» | Paco Salazar / Sergio Rivero                                   | 3:55     |  |

### Posición en lista
| País   | Asociación | Lista           | Primera semana      | Posición | Semanales | Última semana            | Posición anual | ref.        |
| España | Promusicae | Top 100 Álbumes | 30 de junio de 2017 | 2        | 12        | 15 de septiembre de 2017 | 80             | [ 7 ] [ 8 ] |

## Sencillos

### Al fin pienso en mí
Publicado en sencillo digital, el 26 de mayo de 2017.
| País   | Asociación         | Lista            | Primera semana     | Posición | Semanas | Última semana            | Ref.   |
| España | Promusicae         | Top 50 Radio     | 3 de junio de 2017 | 36       | 3       | 17 de junio de 2017      | [ 9 ]  |
| España | Hung Medien        | Top 50 Canciones | 4 de junio de 2017 | 5        | 1       | 4 de junio de 2017       | [ 10 ] |
| España | Canal Fiesta Radio | Top 50 Radio     | 1 de julio de 2017 | 1        | 14      | 30 de septiembre de 2017 | [ 11 ] |

Videoclip: «Al fin pienso en mí» en YouTube.

### Ahora sé quién soy
| País   | Asociación         | Lista            | Primera semana        | Posición | Semanas | Última semana       | Ref.   |
| España | Hung Medien        | Top 50 Canciones | 18 de junio de 2017   | 18       | 1       | 18 de junio de 2017 | [ 12 ] |
| España | Canal Fiesta Radio | Top 50 Canciones | 21 de octubre de 2017 | 6        | 20      | 3 de marzo de 2018  | [ 13 ] |

Videoclip: «Ahora se quién soy» en YouTube.

### Me he prometido
| País   | Asociación  | Lista            | Primera semana     | Posición | Semanas | Última semana      | Ref.   |
| España | Hung Medien | Top 50 Canciones | 2 de julio de 2017 | 43       | 1       | 2 de julio de 2017 | [ 14 ] |

## Conciertos
| Día                     | Localidad                  | Escenario                |
| ----------------------- | -------------------------- | ------------------------ |
| 29 de julio de 2017     | Torremolinos               | Plaza de Toros           |
| 26 de noviembre de 2017 | Barcelona                  | Sala BARTS               |
| 13 de diciembre de 2017 | Madrid                     | Joy Eslava               |
| 26 de mayo de 2018      | San Sebastián de los Reyes | Plaza de la Constitución |
| 9 de junio de 2018      | Villajoyosa                | Recinto del Mercadillo   |
| 23 de junio de 2018     | Sevilla                    | Alameda de Hércules      |
| 24 de junio de 2018     | Bollullos Par del Condado  | Calle Pio XII            |
| 8 de septiembre de 2018 | Ejea de los Caballeros     | Plaza de la Villa        |

## Me da igual
«Me da igual» es la canción elegida por la cantante y ganadora del talent show musical Hit - la canción, escrita por los concursantes Alfonso Bravo y David Barral. Producida por los Hermanos Ten, fue lanzado en sencillo digital el 3 de febrero de 2015, sin pertenecer a ningún álbum de estudio. 
| País   | Asociación  | Lista            | Primera semana       | Posición | Semanas | Última semana         | Ref.   |
| España | Hung Medien | Top 50 Canciones | 8 de febrero de 2015 | 11       | 2       | 15 de febrero de 2015 | [ 17 ] |